# Spyker Squadron

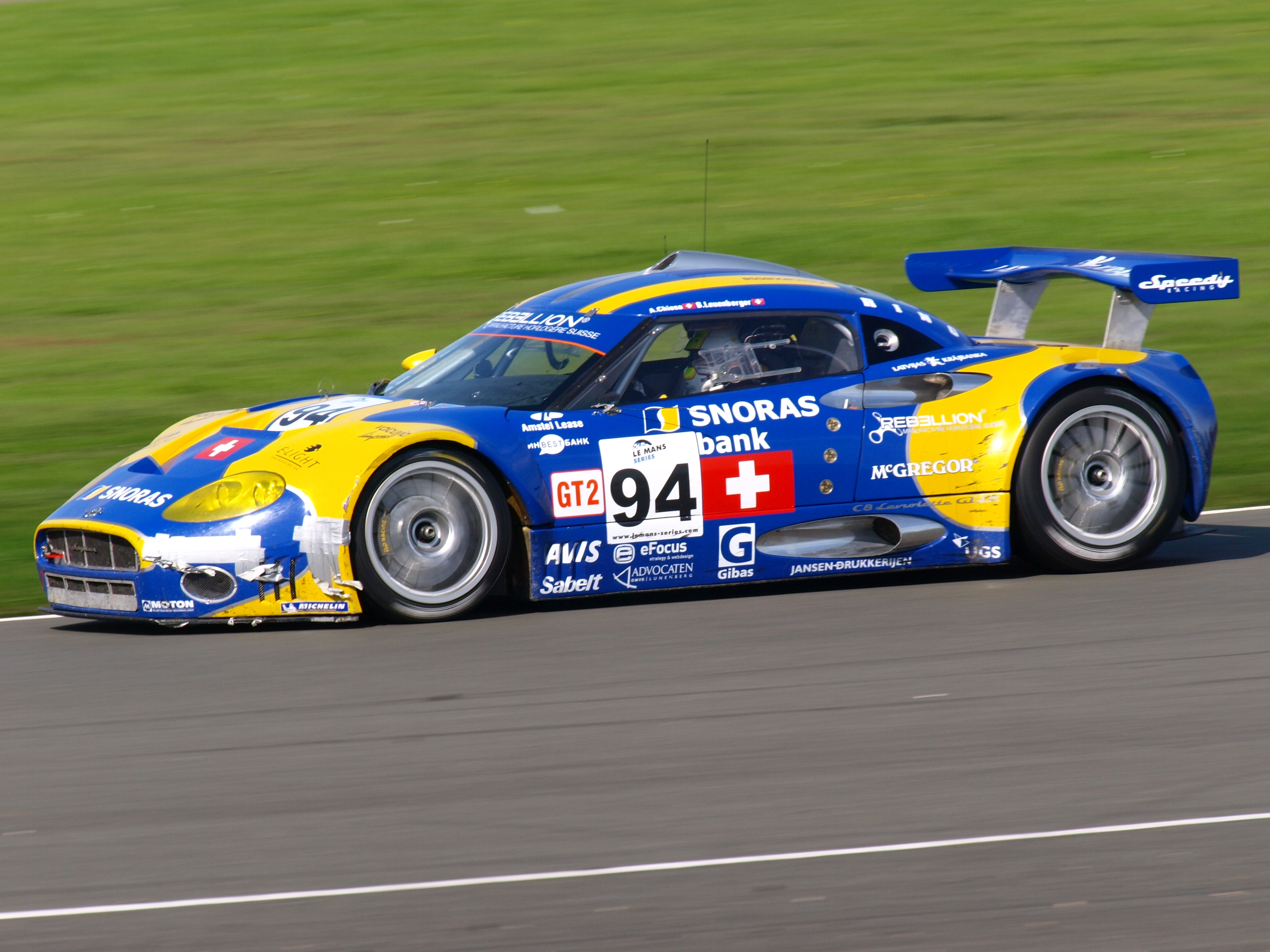
Spyker C8 Laviolette GT2-R (bij de 1000km van Silverstone op 14 september 2008)

Spyker Squadron is het raceteam van Spyker dat deelneemt aan de FIA GT en de Le Mans Series. Dat doen ze met racewagens gebaseerd op de modellen van de Spyker C8. Hier neemt het Raceteam het onder andere op tegen de vele Porsche 911's. Het racete tot en met 2004 met één auto en vanaf 2005 met twee auto's. Met deelname aan de Le Mans Series doen ze ook mee aan een van de meest legendarische races, de 24 uur van Le Mans.

## Raceauto's
- Spyker C8 Double 12R

Dit was het eerste model van het huidige Spyker Squadron, dat racete in de Le Mans Series. Deze auto is gebaseerd op de Spyker C8 Double 12S. In 2002 & 2003 lukte het niet om de 24 uur van Le Mans te finishen. Daarentegen had Spyker wel genoeg technologie ontwikkeld en genoeg geld verzameld om met een nieuw model te komen, de Spyker C8 Spyder GT2R.
- Spyker C8 Spyder GT2R

Dit is het model dat het vaakst deelnam aan de 24 uur van Le Mans van alle Spykers. Van 2005 tot 2007 startte deze auto. De Spyker C8 Spyder GT2R is gebaseerd op de Spyker C8 Spyder, een van de meest verkochte auto's van Spyker. In 2006 kwam er een dak overheen dat een aanzienlijke verbetering in de aerodynamica opleverde. In 2006 was ook het eerste jaar dat Spyker aan de start verscheen met twee auto's in plaats van een. In datzelfde jaar nam deze auto de leiding tijdens de 24 uur van Le Mans.
- Spyker C8 Laviolette GT2R

Dit is het meest recente model van Spyker. Het is gebaseerd op de Spyker C8 Laviolette en racet in de Le Mans Series en de 24 uur van Le Mans. Hij heeft onder andere een vast dak in plaats van een opgelegd dak en een iets sterkere motor.
Huidige modellen:
C8 · C8 Aileron · C8 Laviolette · C8 Preliator · 
C12 ·
MF1 M16 ·
D8 Peking-To-Paris ·
D12 Peking-To-Paris ·
Spyker F8-VII
Toekomstige modellen:
E8 ·
E12